# セイロン警察記章
セイロン警察記章（セイロンけいさつきしょう、英語: Ceylon Police Medal）は、勇敢な行動、または賞賛に価する行動を示したセイロン警察の警察官に授与される。独立後はスリランカ警察殊勲章が新たに制定された。

## 参考
- Sri Lanka Police
- Sri Lankan Medals